# Johann Strauss
Pour les articles homonymes, voir Johann Strauss (homonymie) et Strauss.
 (mars 2025).
Si vous disposez d'ouvrages ou d'articles de référence ou si vous connaissez des sites web de qualité traitant du thème abordé ici, merci de compléter l'article en donnant les références utiles à sa vérifiabilité et en les liant à la section « Notes et références ».
Johann Strauss, dit Johann Strauss père, né à Vienne le 14 mars 1804 et mort en cette ville le 25 septembre 1849, est un compositeur et chef d'orchestre autrichien. Il est le père de Johann Strauss II.
Il est universellement connu pour ses valses, qu'il contribue à populariser avec Joseph Lanner, établissant ainsi les bases qui permettront à ses fils Johann II, Josef et Eduard I de poursuivre la dynastie musicale. Sa plus fameuse valse est probablement le Loreley-Rhein-Klänge. Son œuvre la plus célèbre est cependant la Marche de Radetzky (nommée en référence à Joseph Radetzky), jouée invariablement chaque année par l'orchestre philharmonique de Vienne lors du traditionnel Concert du Nouvel An.

## Biographie

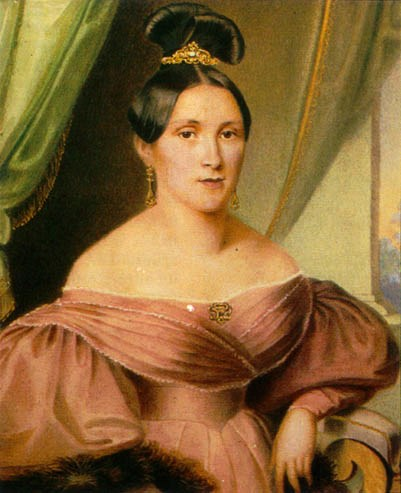
Maria Anna Streim

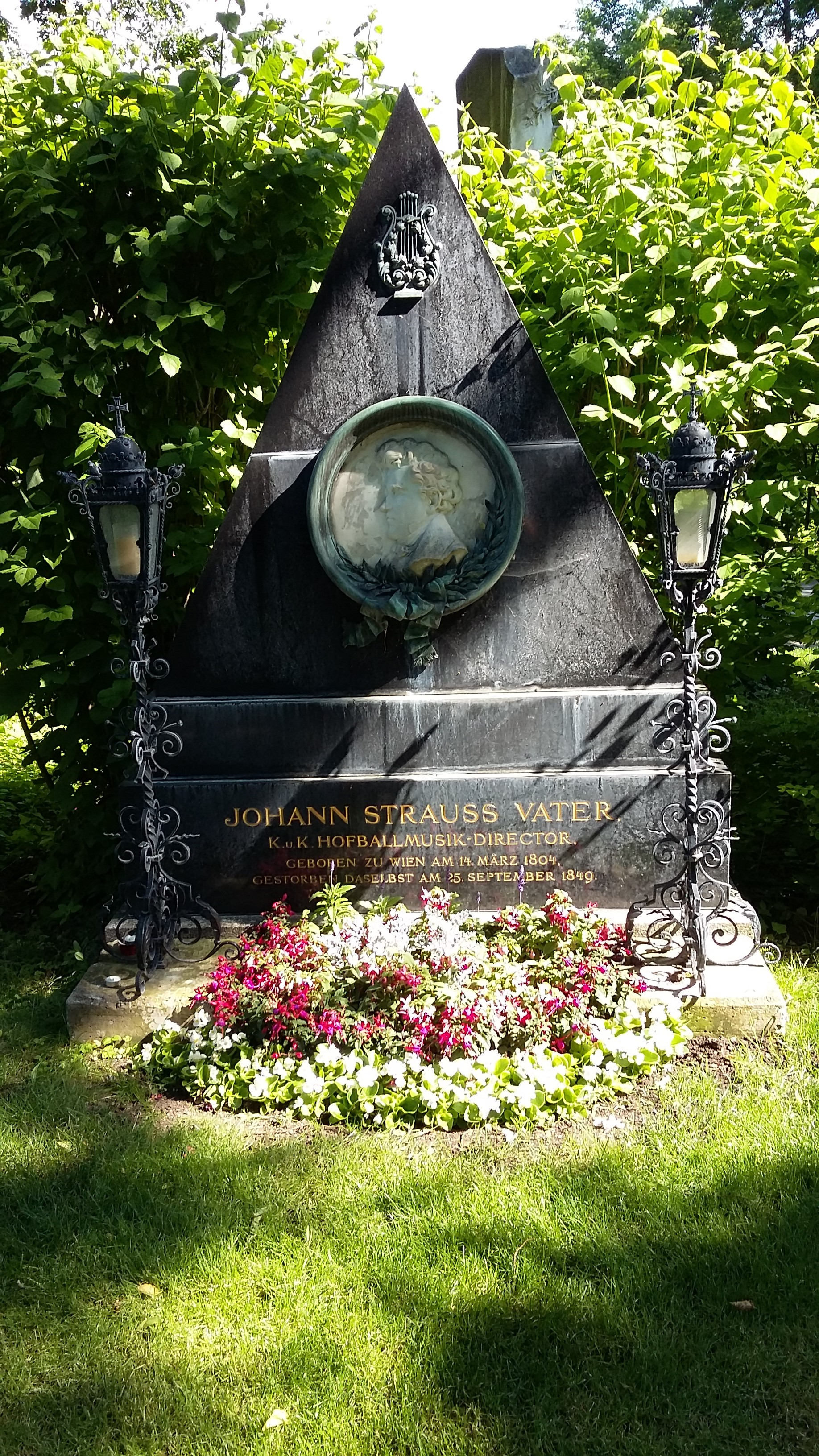
Tombe de Johann Strauss I (père), cimetière central de Vienne, carré des musiciens.

## Enfance et marche vers les succès
Les parents de Strauss étaient taverniers. Son grand-père paternel est un Juif hongrois converti au catholicisme. Son père, Franz Strauss, meurt un an après sa naissance : son corps est retrouvé dans le Danube (la thèse du suicide est privilégiée). La même année, sa mère, née Barbara Dolemann, se remarie avec un certain Golder. Elle meurt d'une mauvaise fièvre lorsqu'il a 7 ans. Son beau-père cherche à le placer comme apprenti chez le relieur Johann Lichtscheidl. Tout en faisant son apprentissage, il prend des leçons de violon et de viole. Contrairement à ce qui a parfois été affirmé, il a terminé sa formation de relieur en 1822. Il étudie également la musique avec Johann Polischansky durant son apprentissage. Il obtient une place dans l'orchestre local de Michael Pamer qu'il quitte par la suite afin de rejoindre un quatuor à cordes populaire connu sous le nom de Quatuor Lanner formé par un potentiel rival Joseph Lanner et les frères Drahanek, Karl et Johann. Ce quatuor à cordes, qui jouait des valses viennoises et des danses rustiques allemandes, se transforme en un petit orchestre à cordes en 1832.
Il devient par la suite le chef de l'orchestre dans lequel il jouait. Grâce au succès populaire qu'il obtient lors du carnaval de 1824, Strauss est bientôt placé aux commandes d'un second orchestre, plus petit, formé en raison du succès du premier. S'inspirant du succès de Lanner, et réalisant qu'il pouvait ainsi mettre fin à ses problèmes financiers, il décide en 1825 de former son propre ensemble et commence à écrire de la musique pour celui-ci. Ce faisant, il se place en rival de Lanner mais sans conséquences sérieuses, la compétition en musique étant alors très productive pour le développement de la valse et autres danses à Vienne. Il devient bientôt l'un des compositeurs de danses les plus célèbres et les plus appréciés à Vienne et part en tournée avec son ensemble en Allemagne, aux Pays-Bas, Belgique, Angleterre, et Écosse.
Lors d'un voyage en France en 1837 il entend un quadrille et commence à en composer lui-même. Il lui revient d'avoir introduit cette danse en Autriche lors du carnaval de 1840 à partir duquel elle devient célèbre. Ce fut particulièrement ce voyage qui créa la popularité de Strauss auprès de différents milieux sociaux, popularité qui lui permit de mener à bien son projet ambitieux de jouer sa musique en Angleterre à l'occasion du couronnement de la reine Victoria en 1838.

## Succès et vie privée
Il se marie avec Maria Anna Streim en 1825 dans l'église de la paroisse de Liechtenthal à Vienne. Son mariage est relativement instable en raison de ses absences prolongées loin de sa famille lors des fréquentes tournées à l'étranger. Le couple a néanmoins six enfants : Johann II (né en 1825), Josef (né en 1827), Anne (née en 1829), Thérèse (née en 1831), Ferdinand (né en 1834 mais qui ne vécut que 10 mois) et Eduard I (né en 1835).
En 1834, il prend une maîtresse, Emilie Trampusch (de), avec laquelle il aura huit enfants. La décision de son père d'interdire formellement à ses enfants de prendre des cours de musique a probablement marqué les premières compositions de Johann fils. Avec la déclaration de paternité de Johann père d'une fille qu'il a eue avec Émilie, Maria Anna demande le divorce en 1844 et permet à Johann fils de poursuivre activement une carrière musicale.
En dépit de ses problèmes familiaux, il effectue de nombreuses tournées dans les îles britanniques et est toujours prêt à écrire de nouvelles pièces pour de nombreuses organisations de charité. Ses valses sont inspirées des danses rurales en trois temps avec une courte introduction sans véritable rapport avec la structure précédente puis généralement avec une coda courte et une fin agitato. Son fils Johann, en développant la structure de la valse, utilisa plus d'instruments que son père. Bien que ne possédant pas un talent musical aussi riche que celui de son fils aîné, il fut parmi les premiers compositeurs avec Joseph Lanner à écrire des pièces avec des titres individuels. En rendant ainsi ces dernières immédiatement reconnaissables, il encourageait l'enthousiasme musical et aidait à la diffusion des partitions. Pendant ses représentations à la salle de bal Sperl à Vienne où il se fit un nom, il défendit activement le principe de collecter une somme fixe comme droit d'entrée.
Johann Strauss II a souvent joué les œuvres de son père et déclaré ouvertement son admiration. Leur rivalité n'était cependant pas un secret à Vienne, propos qu'alimentait la presse d'alors. Johann Strauss I refusa de jouer au Casino Dommayer qui avait vu les débuts de son fils, gênant ainsi sa carrière. Malgré tout, Strauss II relégua son père à la seconde place en termes de popularité du répertoire classique.
Strauss meurt à Vienne en 1849 de la scarlatine. Il fut d'abord enterré au cimetière Döbling aux côtés de son ami Lanner avant qu'en 1904, leurs restes soient transférés dans les tombes d'honneur du Zentralfriedhof. L'ancien cimetière Döbling est maintenant le parc Strauss-Lanner. Hector Berlioz lui-même dit du Père de la valse viennoise que Vienne sans Strauss c'est comme l'Autriche sans le Danube.

## Œuvres notables
Johann Strauss laisse 251 œuvres musicales.

### Valses
- Täuberln-Walzer op. 1 (1827)
- Wiener Carneval op. 3 (1828)
- Kettenbrücke-Walzer op. 4 (1828)
- Tivoli-Rutsch Walzer op. 39 (1830)
- Das Leben ein Tanz oder Der Tanz ein Leben! Walzer op. 49
- Elisabethen-Walzer op. 71
- Philomelen-Walzer op. 82
- Paris-Walzer op. 101 (1838)
- Wiener Gemüths-Walzer op. 116 (1840)
- Loreley-Rhein-Klänge op. 154 (1843)
- Deutsche Jubellaute op. 247

### Polkas
- Seufzer-Galopp op. 9
- Chineser-Galopp op. 20
- Einzugs-galopp op. 35
- Sperl-Galopp op. 42
- Fortuna-Galopp op. 69
- Jugendfeuer-Galopp op. 90
- Cachucha-Galopp op. 97
- Indianer-Galopp op. 111
- Sperl-Polka op. 133
- Beliebte Annen-Polka op. 137
- Piefke und Pufke Polka op. 235

### Marches
- La marche de Radetzky op. 228
- Jellačić-Marsch op. 244